# 9968 Serpe
9968 Serpe (tên chỉ định: 1992 JS2) là một tiểu hành tinh vành đai chính. Nó bay quanh Mặt Trời theo chu kỳ 4.11 năm.
Được phát hiện ngày 4 tháng 5 năm 1992 bởi H. Debehogne, Tên chỉ định của nó là "1992 JS2".